# Suho Polje (Bijeljina)
Pour les articles homonymes, voir Suho Polje.
Suho Polje (en serbe cyrillique : Сухо Поље) est un village de Bosnie-Herzégovine. Il est situé sur le territoire de la ville de Bijeljina et dans la république serbe de Bosnie. Selon les premiers résultats du recensement bosnien de 2013, il compte 1 262 habitants.

## Démographie

### Évolution historique de la population dans la localité
| 1948  | 1953  | 1961  | 1971  | 1981  | 1991  | 2013  |
| ----- | ----- | ----- | ----- | ----- | ----- | ----- |
| 1 300 | 1 506 | 1 626 | 1 619 | 1 593 | 1 503 | 1 262 |

|  |